# Antoni Połowniak
Antoni Połowniak (ur. 10 czerwca 1928 w Kolonii Seredzicach, zm. 3 maja 2019 w Warszawie) – polski polityk, poseł na Sejm PRL VII i VIII kadencji, w latach 1973–1975 wojewoda kielecki, od 1980 do 1981 członek Komitetu Centralnego PZPR.

## Życiorys
Syn Antoniego i Heleny. Podczas okupacji walczył w oddziałach partyzanckich Armii Ludowej (m.in. wraz z bratem Henrykiem). Po wojnie był przewodniczącym Zarządu Powiatowego Związku Młodzieży Polskiej w Kielcach. W 1944 wstąpił do Polskiej Partii Robotniczej, gdzie w latach 1946–1948 zasiadał w egzekutywie Komitetu Powiatowego w Busku-Zdroju. Od 1948 należał do Polskiej Zjednoczonej Partii Robotniczej. W latach 1951–1952 był członkiem egzekutywy Komitetu Wojewódzkiego partii w Kielcach. Od 1955 zastępca kierownika Wydziału Organizacyjnego Zarządu Głównego ZMP w Warszawie. Potem pracował w Krajowej Radzie Spółdzielczości. Od 1959 do 1960 był zastępcą kierownika, a od 1960 do 1962 kierownikiem Wydziału Rolnego Komitetu Wojewódzkiego PZPR w Warszawie. Członek, a w latach 1963–1972 sekretarz Warszawskiego Komitetu Wojewódzkiego PZPR. W 1966 skończył Wyższą Szkołę Nauk Społecznych przy KC PZPR, uzyskując wykształcenie wyższe ekonomiczne. Od 1971 do 1975 zasiadał w Centralnej Komisji Kontroli Partyjnej. Od 1972 przewodniczący prezydium Wojewódzkiej Rady Narodowej w Kielcach. W latach 1973–1975 wojewoda kielecki. Od 5 czerwca 1975 do 11 grudnia 1980 pełnił funkcję I sekretarza Komitetu Wojewódzkiego PZPR w Elblągu i jednocześnie przewodniczącego prezydium tamtejszej WRN. Od 12 grudnia 1975 do 15 lutego 1980 zastępca członka, a następnie, do 20 lipca 1981, członek Komitetu Centralnego PZPR. W 1976 uzyskał mandat posła na Sejm PRL VII kadencji w okręgu Elbląg. Zasiadał w Komisji Spraw Wewnętrznych i Wymiaru Sprawiedliwości. W 1980 uzyskał reelekcję w tym samym okręgu. Zasiadał w Komisji Spraw Wewnętrznych i Wymiaru Sprawiedliwości, Komisji Rolnictwa i Przemysłu Spożywczego oraz w Komisji Administracji, Gospodarki Przestrzennej i Ochrony Środowiska. Od lutego do listopada 1981 kierował także Wydziałem Rolnym i Gospodarki Żywnościowej (od października pod nazwą Wydział Rolny) KC PZPR.
Pochowany wraz z żoną Wandą z domu Słupską (1928–2014) na Cmentarzu Komunalnym Północnym w Warszawie.

## Odznaczenia
- Order Sztandaru Pracy II klasy
- Krzyż Komandorski Orderu Odrodzenia Polski
- Krzyż Oficerski Orderu Odrodzenia Polski
- Krzyż Kawalerski Orderu Odrodzenia Polski
- Złoty Krzyż Zasługi
- Srebrny Krzyż Zasługi
- Krzyż Partyzancki
- Medal 10-lecia Polski Ludowej
- Medal 30-lecia Polski Ludowej
- Medal „Za zasługi dla obronności kraju”
- Złota Odznaka honorowa „Za Zasługi dla Warszawy” (1970)[5]